# Alter jüdischer Friedhof (Osterode am Harz)

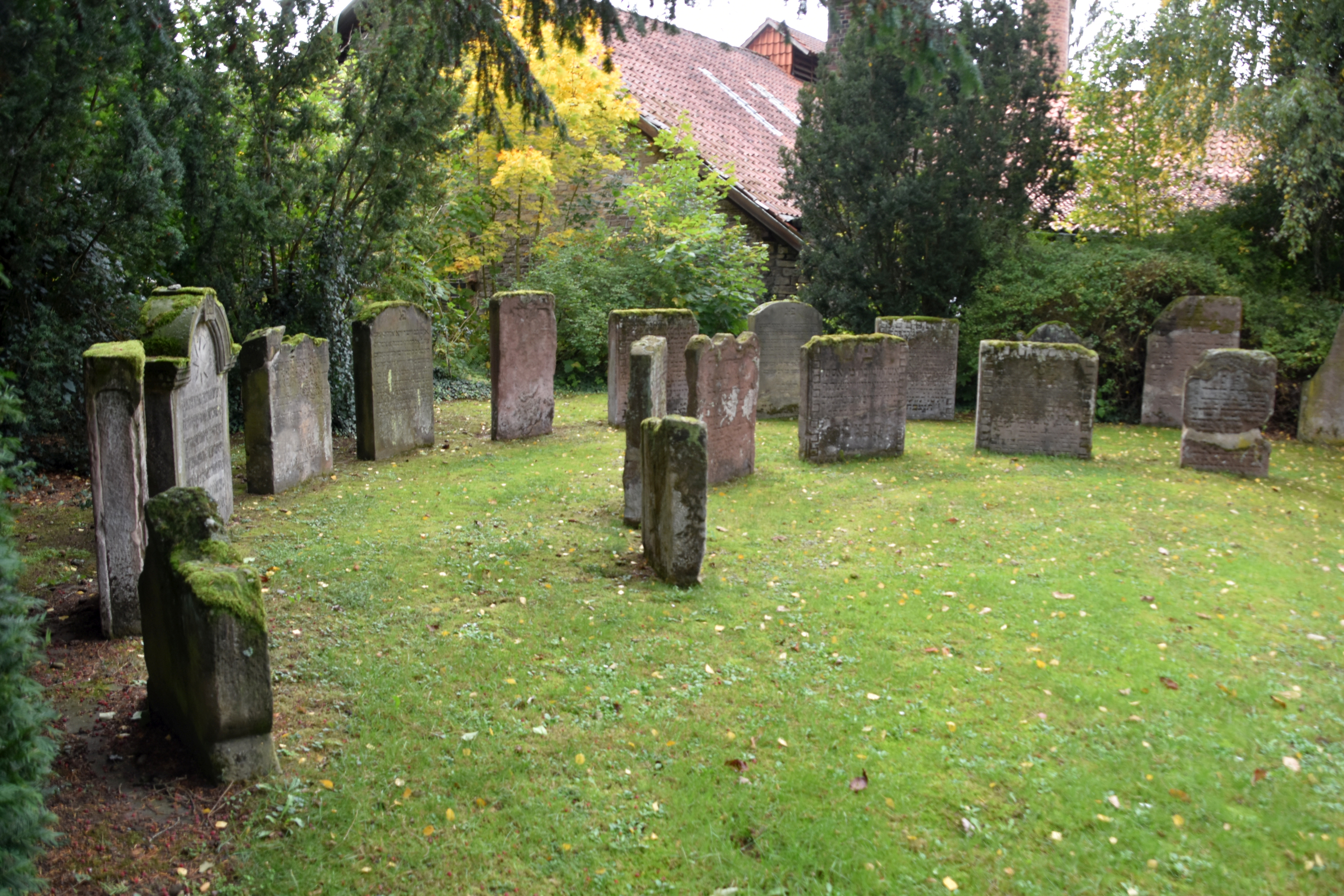
Der alte jüdische Friedhof in Osterode am Harz (2019)

Der Alte jüdische Friedhof Osterode am Harz befindet sich in der Stadt Osterode am Harz im Landkreis Göttingen in Niedersachsen. Als jüdischer Friedhof ist er ein Baudenkmal (siehe Liste der Baudenkmale in Osterode am Harz – ID-Nr. 34152949). Auf dem Friedhof an der Seesener Straße sind ca. 60 Grabsteine erhalten, außerdem Grabsteinfragmente.

## Geschichte
Der Friedhof wurde von ca. 1670 bis 1863 belegt, der älteste Grabstein stammt aus dem Jahr 1761. Bis 1853 wurden auch Juden aus Förste auf diesem Friedhof bestattet, bis die Landgemeinde in Förste einen eigenen Friedhof einrichtete. 1935 musste die israelitische Gemeinde einen Streifen des Friedhofs zur Verbreiterung der Seesener Straße an die Stadt abtreten. Die jüdische Gemeinde Osterode hatte sich im Sommer 1938 aufgelöst und im Jahr 1939 erwarb der damalige Besitzer des benachbarten Kupferhammers das Friedhofsgrundstück, um dort die in seinem Betrieb anfallende Schlacke zu lagern. 1955 wurden die Arbeiten eingestellt und das Gelände lag brach.
Im Jahr 1987 kaufte die Stadt Osterode das Grundstück und ließ den Friedhof 1988 bis 1989 wieder herrichten. Die erhaltenen Grabsteine wurden freigelegt und wieder aufgerichtet und die Fläche neu gestaltet. Zerstörte Grabsteine wurden in einer Mauer aus Bruchsteinen neu zusammengefasst.